# SN 2001fj
SN 2001fj – supernowa odkryta 9 października 2001 roku w galaktyce A022703+0023. W momencie odkrycia miała maksymalną jasność 23,20m.